# Claudia Schmid

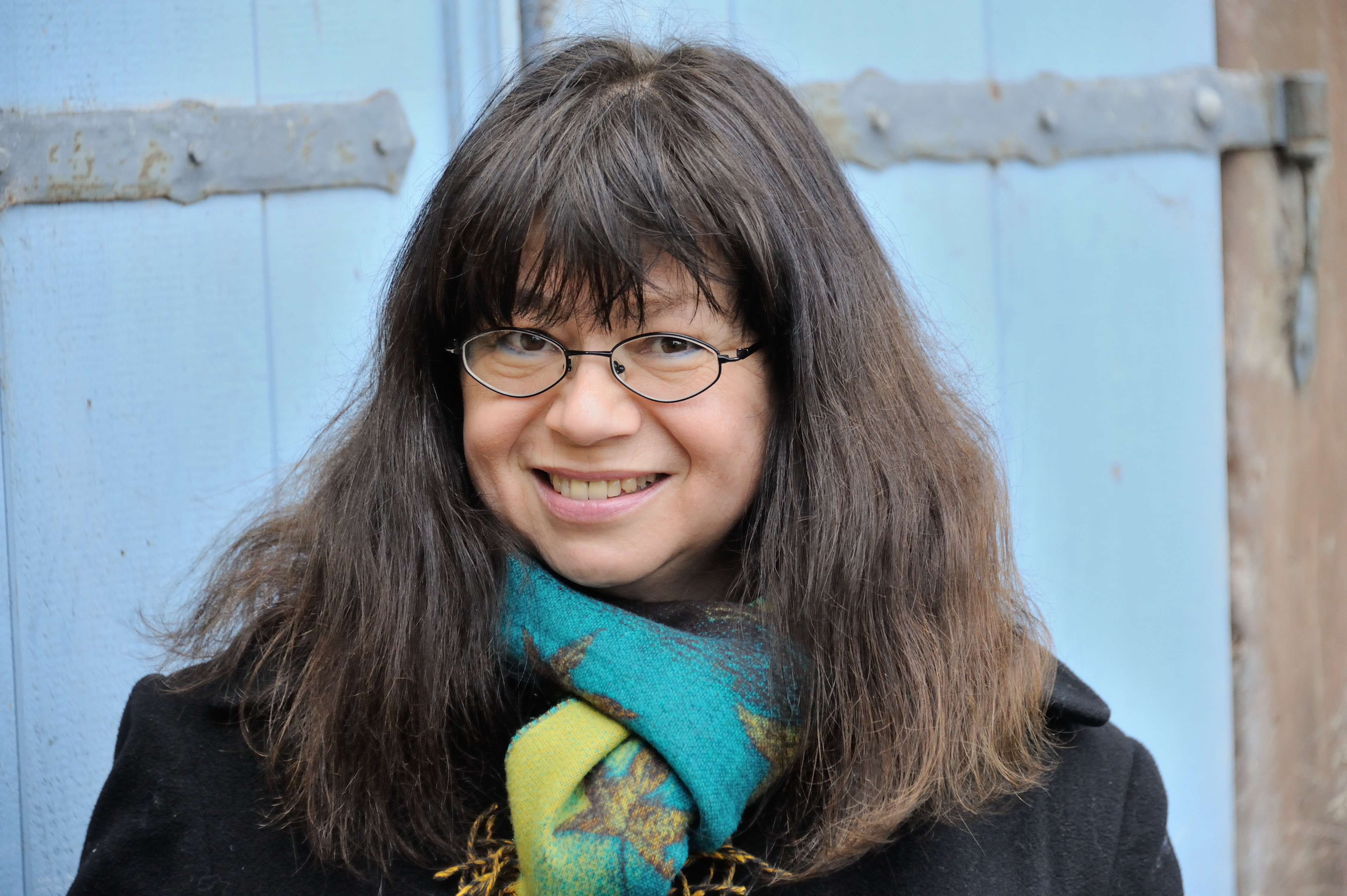
Claudia Schmid (2016)

Claudia Schmid (* 2. August 1960 in Passau) ist eine deutsche Autorin. Sie verfasst historische Schriften, Kriminalgeschichten, Reiseberichte, Theaterstücke und Hörspiele.

## Leben
Claudia Schmid studierte nach dem Abitur, das sie in Bayern ablegte, an der Universität Mannheim Germanistik und Betriebswirtschaftslehre mit dem Abschluss Magister Artium. Schmid ist Mitglied in der Autorengruppe deutschsprachiger Kriminalliteratur Das Syndikat. Sie lebt mit ihrer Familie in Mannheim.

## Werk
Schmid interessiert sich besonders für historische Themen. In Kurzgeschichten hat sie sich mit Karl Drais, Peter Henlein und Kaspar Hauser befasst. Dem Leben des süddeutschen Reformators Paul Fagius hat sie den Roman Die brennenden Lettern gewidmet. Schmid vermischt darin Historisches mit Erdichtetem und schickt den Heidelberger Lebenskünstler Quirin Melchior auf eine Zeitreise, in der er zum Begleiter der historischen Person Paul Fagius wird.
Mit Martin Luther und Philipp Melanchthon: Die Feuerschreiber verfasste sie einen historischen Roman über die Väter der Reformation. In ihrem Kulturreiseführer 66 Lieblingsplätze im Passauer Land und 11 Brauereien gibt sie Einblicke in diese Region und erzählt selbst Erlebtes. Im Jahr 2023 veröffentlichte sie mit Blumenfieber einen Kriminalroman zur Bundesgartenschau in Mannheim.
Als Mitglied der SOKO Metropolregion, bestehend aus Claudia Senghaas, Claudia Schmid und Harald Schneider, war sie im März 2011 beteiligt an der Koordinierung des 1. Krimifestivals der Metropolregion Rhein-Neckar mit über zwanzig Veranstaltungen.

## Auszeichnungen
- 2010: 3. Preis beim Literaturwettbewerb der Gemeinde Stockstadt am Rhein
- 2011: Förderpreis beim Literaturwettbewerb der Gemeinde Stockstadt am Rhein
- 2011: 1. Preis beim Quo Vadis-Kurzgeschichtenwettbewerb
- 2017: 2. Preis beim Literaturwettbewerb der Gemeinde Stockstadt am Rhein
- 2019: Ehrenkriminalkommissarin der Polizei Heidelberg-Mannheim[3]
- 2020: "Gute Nachbarschaft" war einer von sechs Gewinnertexten beim Erzählwettbewerb des Mannheimer Morgen[4]

## Schriften

### Bücher
- Die brennenden Lettern. Gmeiner-Verlag, Messkirch 2011, 3. Aufl. 2017, ISBN 978-3-8392-1161-8.
- 66 Lieblingsplätze im Passauer Land und 11 Brauereien. Gmeiner-Verlag, Messkirch 2011, ISBN 978-3-8392-1212-7.
- Mannheimer Todesmess. Gmeiner-Verlag, Messkirch 2013, ISBN 978-3-8392-1458-9.
- Wer mordet schon in Mannheim? Gmeiner-Verlag, Messkirch 2015, ISBN 978-3-8392-1656-9.
- Martin Luther und Philipp Melanchthon: Die Feuerschreiber. Fontis – Brunnen, Basel 2016, ISBN 978-3-03848-090-7.
- Der Versuch. Midnight by Ullstein, Berlin 2016, ISBN 978-3-95819-094-8.
- mit Leila Emami und Fenna Williams: Mörderischer Jakobsweg. 2. Auflage. Gmeiner-Verlag, Messkirch 2018, ISBN 978-3-8392-2323-9.
- Mörderische Bergstraße. Gmeiner-Verlag, Messkirch 2019, ISBN 978-3-8392-2416-8.
- Mörderische Fluss-Kreuzfahrten. Gmeiner-Verlag, Messkirch 2020, ISBN 978-3-8392-2738-1.
- Schachmatt für den Entenkönig: Der Krimi für die Wanne. Edition Wannenbuch, Chemnitz 2021, ISBN  978-3-947409-15-0.
- Mörderische Ostsee. Gmeiner-Verlag, Messkirch 2021, ISBN 978-3-8392-2844-9.
- Koch mich! Heidelberg. Paperento, Chemnitz 2022, ISBN 978-3-947409-45-7.
- Blumenfieber Gmeiner-Verlag, Messkirch 2023, ISBN 978-3-839203-30-9.
- Koch mich! Bergstraße. Paperento, Chemnitz 2023, ISBN 978-3947409600

### Herausgeberschaft
- mit Claudia Senghaas und Harald Schneider (Hrsg.): Mörderischer Erfindergeist. Gmeiner-Verlag, Messkirch 2011, ISBN 978-3-8392-1127-4.

### Beiträge
- Kriminell Inspirierend. In: IBA_LOGbuch No 2, Dynamik der Wissensstadt_Projekte, Prozesse. Herausgegeben von der IBA Heidelberg 2019, ISBN 978-3-03860-172-2.
- Granatapfelrot. In: Gemeinde Stockstadt am Rhein (Hrsg.): Unschuld. Die Siegerbeiträge. Bornhofen Verlag Gernsheim 2017, ISBN 978-3-9814955-7-7.
- Der Auftrag. In: Antje Fries (Hrsg.): 1000 Hügel – 1000 Schatten. Leinpfad Verlag Ingelheim 2016, ISBN 978-3-945782-14-9.
- Seggema Katzänegga. In: Stefan Seitz, Karin Urich (Hrsg.): 1250 Jahre Seckenheim. Heimat für "Puhlzabbe" und "Neigeplaggde". Schmid Otreba Seitz Medien Mannheim 2016, ISBN 978-3-945534-02-1.
- Susannes Unbill. In: Barbara Grieshaber/Siegmund Kopitzki (Hrsg.): Drei Tagesritte vom Bodensee. Gmeiner-Verlag, Messkirch 2011, ISBN 978-3-8392-1216-5.
- Die Weihnachtsüberraschung. und Weihnachtsblues. In: Anne Hassel, Ursula Schmid-Spreer (Hrsg.): Das Nürnberger Weihnachtsbuch. Wellhöfer-Verlag Mannheim 2011, ISBN 978-3-939540-74-8.
- Ein Pfiff, bitte! In: Günther Thömmes (Hrsg.): Malz und Totschlag – Kleine Morde unter Bierfreunden. Gmeiner-Verlag, Messkirch 2011, ISBN 978-3-8392-1187-8.
- Die Nacht-Lesung. In: Das Syndikat: Secret Service Jahrbuch 2011. Gmeiner-Verlag, Messkirch 2011, ISBN 978-3-8392-1169-4.
- Liebeskind. (= Siegergeschichten des Stockstädter Literaturwettbewerbs 2011).
- Museumsnacht. In: Claudia Senghaas, Claudia Schmid, Harald Schneider (Hrsg.): Mörderischer Erfindergeist. Gmeiner-Verlag, Messkirch 2011, ISBN 978-3-8392-1127-4.
- Die Nacht-Burg. In: Siegergeschichten des Stockstädter Literaturwettbewerbs 2010.
- Eingekerkert und Wenn die Stunde schlägt. In: Anne Hassel, Ursula Schmid-Spreer (Hrsg.): Der Henker von Nürnberg. Wellhöfer-Verlag, Mannheim 2010, ISBN 978-3-939540-61-8.
- Rosa. und Wiedersehen. In: Ulrich Wellhöfer (Hrsg.): Das Mannheimer Sommerbuch. Urlaubsgeschichten für Daheimgebliebene. Wellhöfer-Verlag, Mannheim 2009, ISBN 978-3-939540-31-1.
- Eine kalte Sommernacht in Knittlingen. und Isnyer Feuerkind. In: Gudrun Weitbrecht (Hrsg.): Henker, Huren, Mordgesellen. Historische Schwabenmorde. Wellhöfer-Verlag, Mannheim 2009, ISBN 978-3-939540-45-8.
- Die Liebe zum Wein. und Sugarmom. In: Ulrich Wellhöfer (Hrsg.): Mörderisches Mannheim. Wellhöfer-Verlag, Mannheim 2008, ISBN 978-3-939540-27-4.
- Karriere. In: Ulrich Wellhöfer (Hrsg.): Mörderische Kurpfalz. Wellhöfer-Verlag, Mannheim 2008, ISBN 978-3-939540-23-6.
- Tödliche Hausmittel. In: Dietlind Kreber, Bettina von Cossel, Patrizia S. Prudenzi (Hrsg.): Mannheimer Morde. Kehl-Verlag, Weil am Rhein 2007, ISBN 978-3-935651-90-5.
- Der Kurpfälzer Reformator Paul Fagius und seine Zeit. In: Badische Heimat. Zeitschrift für Landes- und Volkskunde, Natur-, Denkmal- und Umweltschutz. Heft März 1/2011, ISSN 0930-7001.
- Fingerzeig – Der Krimi in der Straßenbahn! In: Mannheim auf die kriminelle Tour. Wellhöfer Verlag Mannheim, September 2012, ISBN 978-3-95428-106-0.
- Neckarblues. In: Mannheim auf die kriminelle Tour. Wellhöfer Verlag Mannheim, September 2012, ISBN 978-3-95428-106-0.
- Die Liebe zum Ballett. In: Anne Hassel, Ursula Schmid-Spreer (Hrsg.): Nürnberg auf die kriminelle Tour. Wellhöfer Verlag Mannheim, September 2012, ISBN 978-3-95428-104-6.